# Nathaniel Highmore

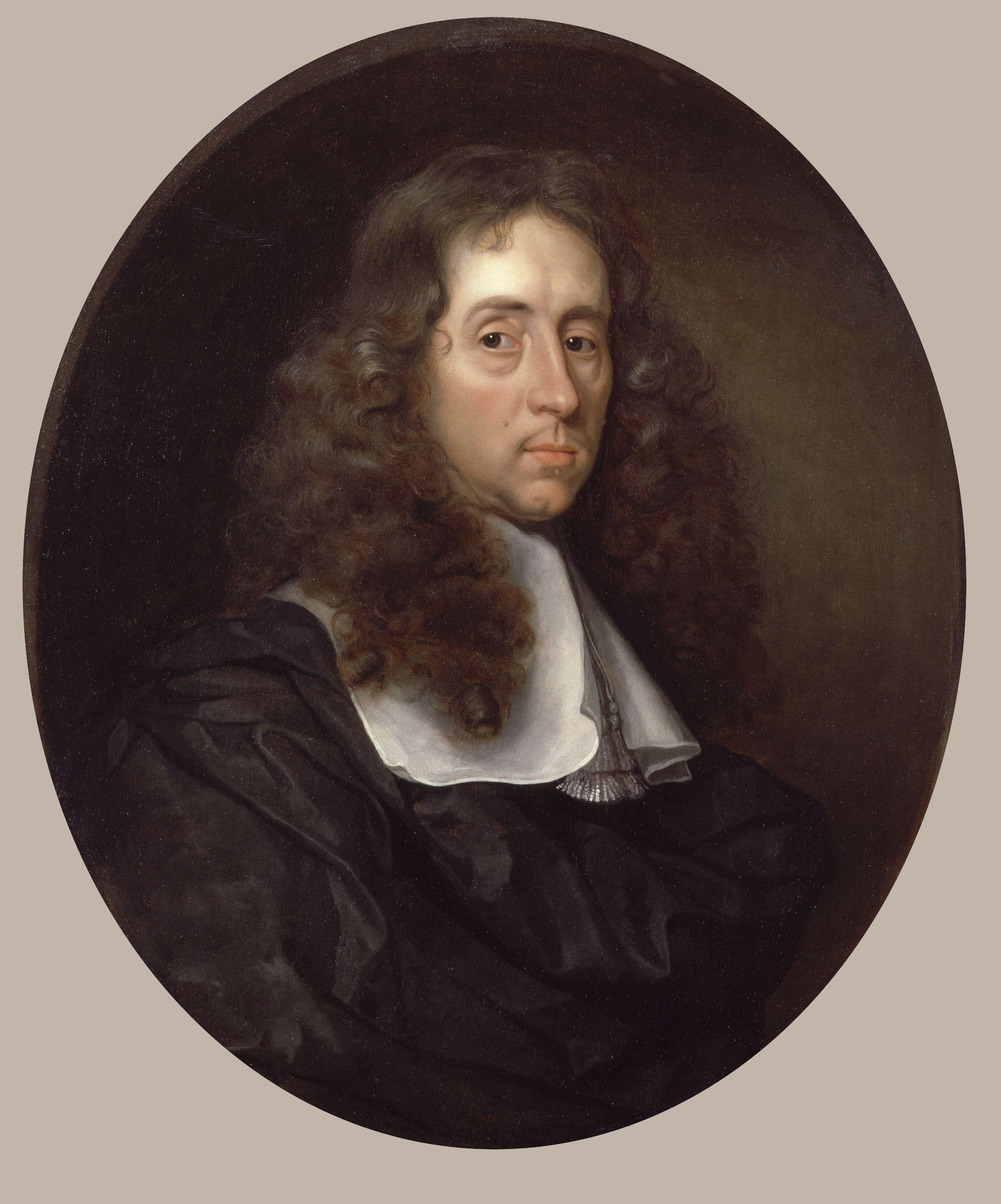
Nathaniel Highmore, circa 1660–1665

Nathaniel Highmore (* 6. Februar 1613 in Fordingbridge; † 21. März 1685 in Sherborne) war ein englischer Chirurg und Anatom, nach dem das Corpus Highmori des Hodens benannt ist.

## Leben und Wirken
Nathaniel Highmore wurde als Sohn des Reverend Nathaniel Highmore geboren, der 1614 Rektor von Purse Caundle in Dorset wurde. Nach seiner Schulzeit an der Sherborne School besuchte Highmore an der University of Oxford zunächst das Queen’s College und ab 1632 das Trinity College, wo er 1635 zum B.A. und 1635 zum M.A. graduierte. 1638 begann er sein Medizinstudium. 1640 heiratete Highmore Elizabeth Haydocke, die Tochter eines Arztes aus Salisbury. Die Ehe blieb kinderlos.
1642 gehörte er zu einer Gruppe von Wissenschaftlern des Trinity College um George Bathurst und William Harvey, welche die Embryonalentwicklung der Hühner erforschte. Daraus ergaben sich eine Freundschaft zwischen Harvey und Highmore und eine fast zeitgleiche Veröffentlichung ihrer gemeinsamen Befunde im Abstand von nur einer Woche. Harveys Exercitationes de generatione animalium und Highmores The History of Generation erschienen 1651.
1643 schloss Highmore sein Studium in Oxford als M.D. und praktizierte 40 Jahre als Arzt in Sherborne. Nathaniel Highmore ist in der Purse Caundle Church in Dorset begraben.
Highmores 1651 veröffentlichtes und William Harvey gewidmetes Lehrbuch der Anatomie Corporis humani disquisitio anatomica war das erste, welches die neue Blutkreislauf-Theorie Harveys anerkannte. Das Werk war viele Jahre als Standardlehrbuch akzeptiert und brachte Highmore inner- und außerhalb Englands viel Aufmerksamkeit.

## Schriften (Auswahl)
- The History of Generation. London 1651  (Digitalisat, Volltext).
- Corporis humani disquisitio anatomica. 1651 (Digitalisat).